# Tėvynės sąjunga – Lietuvos krikščionys demokratai

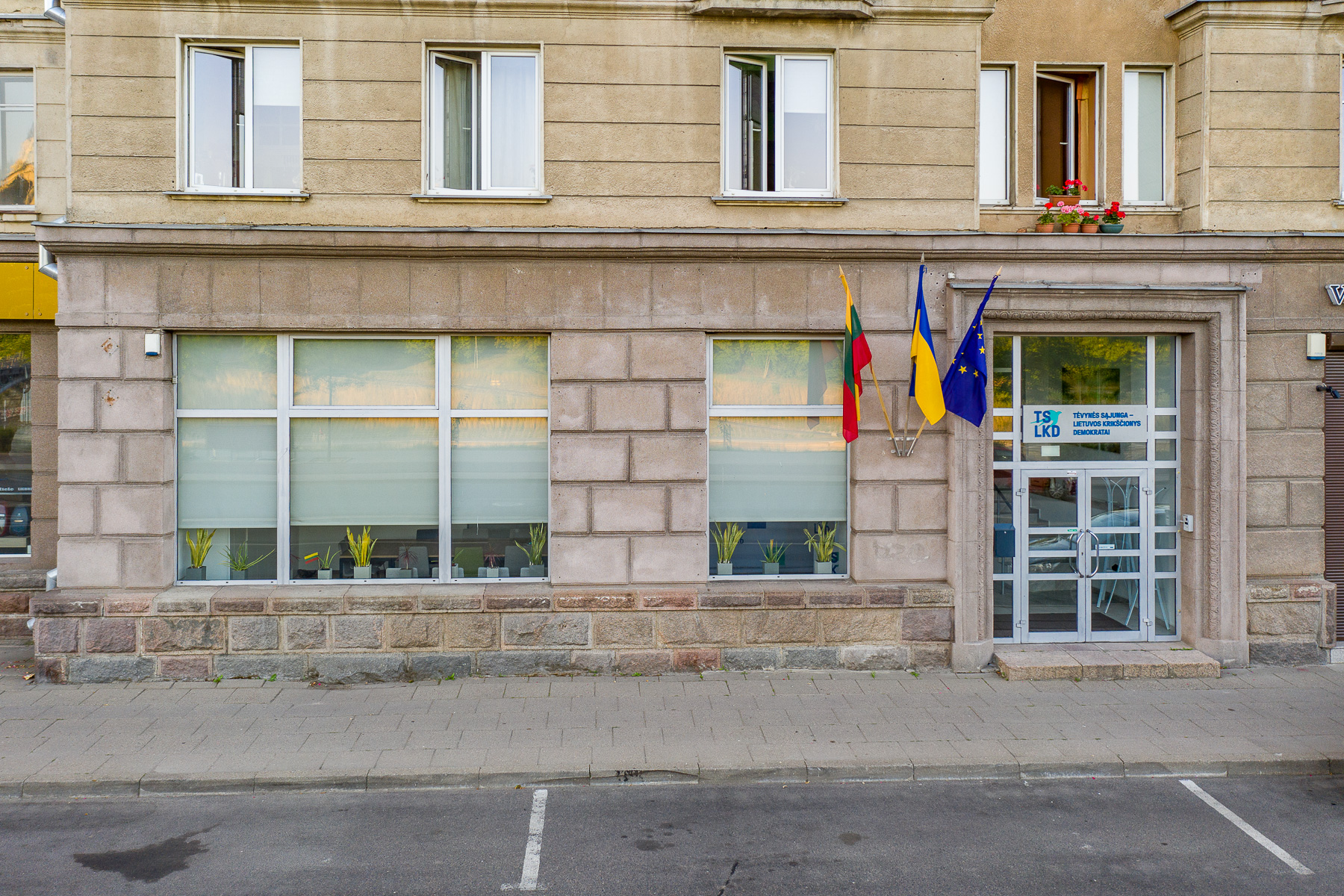
Parteizentrale

Die Tėvynės sąjunga – Lietuvos krikščionys demokratai (TS-LKD, vollständig: Tėvynės sąjunga – Lietuvos krikščionys demokratai (konservatoriai, politiniai kaliniai ir tremtiniai, tautininkai), Deutsch: Vaterlandsbund – Christdemokraten Litauens (Konservative, politische Gefangene und Deportierte, Nationale)) ist eine konservative politische Partei in Litauen.

## Geschichte
Den Kern der heutigen Partei bildet die Tėvynės sąjunga (Lietuvos konservatoriai) (TS (LK)); Deutsch Vaterlandsbund (Konservative Litauens). Sie wurde im Mai 1993 aus dem rechten Flügel der Litauischen Bewegung für Erneuerung Sąjūdis gegründet und zunächst von Vytautas Landsbergis angeführt.
Bei den Wahlen 1996 sicherte sich die Partei 40 % der Stimmen und 70 Sitze im Parlament (Seimas). Sie übernahm daraufhin die Regierungsverantwortung in einer Koalition mit den Christdemokraten, Ministerpräsident wurde Gediminas Vagnorius. Zum Ende der Legislaturperiode schadeten den Konservativen Skandale bei der Privatisierung von Staatsbetrieben und die wirtschaftlichen Folgen der Rubelkrise. Die Christlichen Demokraten schieden aus der Koalition aus und die Vaterlandsunion bildete eine Regierung ohne parlamentarische Mehrheit, zunächst unter Andrius Kubilius, dann unter Rolandas Paksas.
Bei der planmäßigen Parlamentswahl 2000 erhielt die Vaterlandsunion die Quittung und kam nur noch auf 8,6 % der gültigen Stimmen. Sie erhielt neun Sitze und ging in die Opposition. Im Mai 2003 wurde Vytautas Landsbergis von Andrius Kubilius als Parteivorsitzender abgelöst. Bei der Wahl zum Europäischen Parlament im Juni 2004 gelang es der Vaterlandsunion, mit zwei Mitgliedern ins Europäische Parlament einzuziehen, einer davon war Vytautas Landsbergis (Wiederwahl bis 2014). Bei den Wahlen zum litauischen Parlament am 10. Oktober 2004 erhielt die Tėvynės sąjunga 14,6 % der Stimmen und gewann 25 der 141 Sitze. Sie blieb in der Opposition.
Die durch weitere Parteifusionen (s. u.) konsolidierte Vaterlandsunion ging aus den Wahlen im Oktober 2008 als Siegerin hervor, sie erhielt knapp 20 % der Stimmen und insgesamt 44 der 141 Mandate im Seimas (davon 26 Direktmandate, das ist mehr als ein Drittel aller Direktmandate). Sie bildete eine Mitte-rechts-Koalition aus vier Parteien, die den bisherigen Oppositionsführer und Parteichef der TS-LKD, Andrius Kubilius, am 28. November 2008 im Parlament zum neuen Ministerpräsidenten wählte. Die Konservativen stellten 7 der 14 Minister im neuen Kabinett. Aus der Europawahl 2009 ging die Tėvynes sąjunga als stärkste litauische Partei hervor und erlangte vier Mandate, darunter eines für den Listenführer Vytautas Landsbergis.
Nach erheblichen Stimmverlusten bei der Parlamentswahlen 2012 war die Vaterlandsunion seit November 2012 nicht mehr an der Regierung beteiligt. Auch bei der Europawahl 2014 verlor die Tėvynes sąjunga zwei ihrer zuvor vier Mandate. Sie konnte mit dem Enkel von Vytautas Landsbergis, Gabrielius Landsbergis (seit 2015 Parteivorsitzender) und Algirdas Saudargas nur noch mit zwei Abgeordneten einziehen.
Bei den Wahlen 2016 konnte die Vaterlandsunion die Stimmverluste der letzten Wahl ausgleichen und wurde nach Prozenten stärkste Partei. Aufgrund des komplexen litauischen Wahlsystems konnte sie aber nur 31 Abgeordnete (zwei weniger als bei der letzten Wahl) ins Parlament entsenden und wurde wieder zweitstärkste Fraktion. Die Partei verblieb daraufhin in der Opposition. Bei der Europawahl 2019 gelang es der Partei einen Sitz mehr, also drei Sitze zu gewinnen.
Bei der Wahl 2020 gelang es TS-LKDm Stimmengewinne einzufahren. Sie konnte daraufhin eine Mitte-Rechts-Koalition mit zwei liberalen Parteien bilden, die bis 2024 amtierte.

### Parteifusionen
Im Jahr 2004 kam es vor den anstehenden Parlaments- und Europawahlen zu einer Konsolidierung im konservativen Parteienspektrum: die Union der politischen Gefangenen und Deportierten (Litauisch Lietuvos politinių kalinių ir tremtinių sąjunga) im Februar 2004 sowie die Union der Rechten Litauens (Litauisch Lietuvos dešiniujų sąjunga) traten der Tėvynės sąjunga bei, die von da an unter der Bezeichnung Tėvynės sąjunga (konservatoriai, politiniai kaliniai ir tremtiniai, krikščioniškieji demokratai) (Deutsch Vaterlandsunion (Konservative, politische Gefangene und Vertriebene, christliche Demokraten)) firmierte.
Im Vorfeld der Parlamentswahl 2008 führte eine erneute Konsolidierung im rechten Parteienspektrum zum Beitritt der Splitterpartei der Litauischen Volksunion (litauisch Lietuvių tautininkų sąjunga) im März 2008. Zwei Monate später erfolgte der Zusammenschluss mit der traditionsreichen Partei der Litauischen Christdemokraten (litauisch Lietuvos krikščionys demokratai, kurz oft krikdemai). Seitdem lautet der offizielle Name auf Tėvynės sąjunga - Lietuvos krikščionys demokratai (konservatoriai, politiniai kaliniai ir tremtiniai, tautininkai) (TS-LKD; s. o.).
In der Partei wirken weiterhin so genannte „Fraktionen“ der Christlichen Demokraten (seit 2003), der Nationalen (seit 2008) und der Politischen Gefangenen und Deportierten (seit 2007) sowie die Gemeinschaft der Christdemokraten (seit 2008). Letztere schloss sich im Februar 2009 mit der Fraktion der Christlichen Demokraten zusammen. Die neue Fraktion will sich nicht nur innerhalb der Partei, sondern auch in der Parlamentsfraktion konstituieren. Die Partei hat heute knapp 15.000 Mitglieder und ist damit neben den Sozialdemokraten die größte Partei Litauens.

## Positionen
Die Partei versteht sich als konservativ, steht für die freie Marktwirtschaft, die Integration Litauens in den Westen bei Wahrung der nationalen Identität. Sie ist neben den Sozialdemokraten die einzige Partei mit gefestigten Strukturen im politischen Litauen seit der Wiedereinführung der Demokratie 1990 (siehe auch: Litauische Parteienlandschaft). Sie ist Mitglied der Internationalen Demokratischen Union und der Europäischen Volkspartei.

## Weblink
- Homepage von Tėvynės sąjunga (Litauisch/Englisch)